# Tommy Swerdlow
Tommy Swerdlow (1962) è un attore e sceneggiatore statunitense.
È apparso in film come Howard e il destino del mondo (1986) e Balle spaziali (1987) e ha co-sceneggiato le sceneggiature di Quattro sottozero (1993), Piccoli campioni (1994) e 8 cani sotto zero (2002). Swerdlow ha debuttato alla regia con il film del 2017 A Thousand Junkies. Ha anche scritto un film biografico sulla vita di Matisyahu intitolato King Without a Crown.

## Filmografia

### Attore
- The Wild Life, regia di Art Linson (1984)
- Scuola di geni (Real Genius), regia di Martha Coolidge (1985)
- Howard e il destino del mondo (Howard the Duck), regia di Willard Huyck (1986)
- Balle spaziali (Spaceballs), regia di Mel Brooks (1987)
- Hamburger Hill: collina 937 (Hamburger Hill), regia di John Irvin (1987)
- La bambola assassina (Child’s play), regia di Tom Holland (1988)
- Blueberry Hill, regia di Strathford Hamilton (1988)
- A Thousand Junkies, regia di Tommy Swerdlow (2017)

### Regia
- A Thousand Junkies (2017)

### Sceneggiatore
- Cool Runnings - Quattro sottozero (Cool Runnings), regia di Jon Turteltaub (1993)
- Piccoli campioni (Little Giants), regia di Duwayne Dunham (1994)
- Un furfante tra i boyscout (Bushwhacked), regia di Greg Beeman (1995)
- Snow Dogs - 8 cani sotto zero (Snow Dogs), regia di Brian Levant (2002)
- A Thousand Junkies, regia di Tommy Swerdlow (2017)
- Il Grinch (The Grinch), regia di Yarrow Cheney e Scott Mosier (2018)